# Jac.P. Thijsseplein

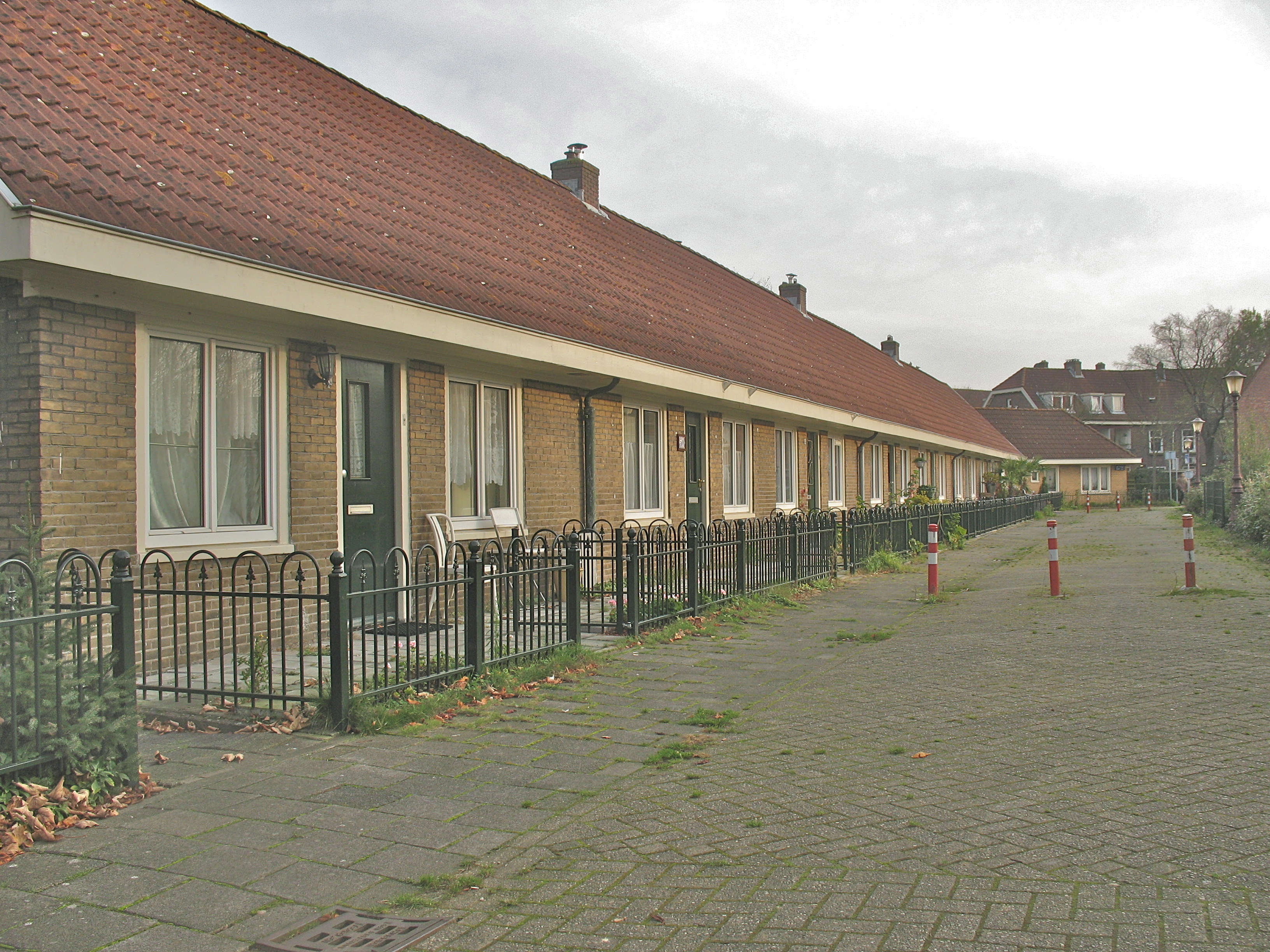
Bejaardenhuisjes van Mulder (november 2011)

Jac.P. Thijsseplein is een plein in Volewijck, Amsterdam-Noord.

## Geschiedenis en ligging
Het plein kreeg haar naam per raadsbesluit 9 oktober 1946, een vernoeming naar natuurbeschermer Jac. P. Thijsse. Dit was echter al de derde naam. In de tweede helft van de jaren twintig was de wijk immers al ingericht als wat later de Van der Pekbuurt zou heten, naar de architect die hier veel woningen heeft ontworpen Jan Ernst van der Pek. In het stratenplan heette het plein van 1920 tot 1946 het Heimansplein naar de eveneens natuurbechemer en -beschrijver Eli Heimans. Deze bioloog kreeg ook een weg naar zich vernoemd, die het plein in tweeën deelt, de Heimansweg. Heimans beschreef voor het “gewone volk” de bloemen, die hun namen terugvonden in de omringende straten zoals de sleutelbloem.   
De namen Heimansweg en het Heimansplein werden in 1942 tijdens de Tweede Wereldoorlog, in opdracht van de Duitse bezetter, door de foute burgemeester E.J. Voûte veranderd in Eschdoornweg/Esdoornweg en Eschdoornplein/Esdoornplein, vanwege dat Eli Heimans joods was. Na de Tweede Wereldoorlog in 1948 werd de Eschdoornweg weer Heimansweg. Het Eschdoornplein of Heimansplein kreeg in 1946 de huidige benaming, namelijk Jac.P. Thijsseplein.

## Gebouwen

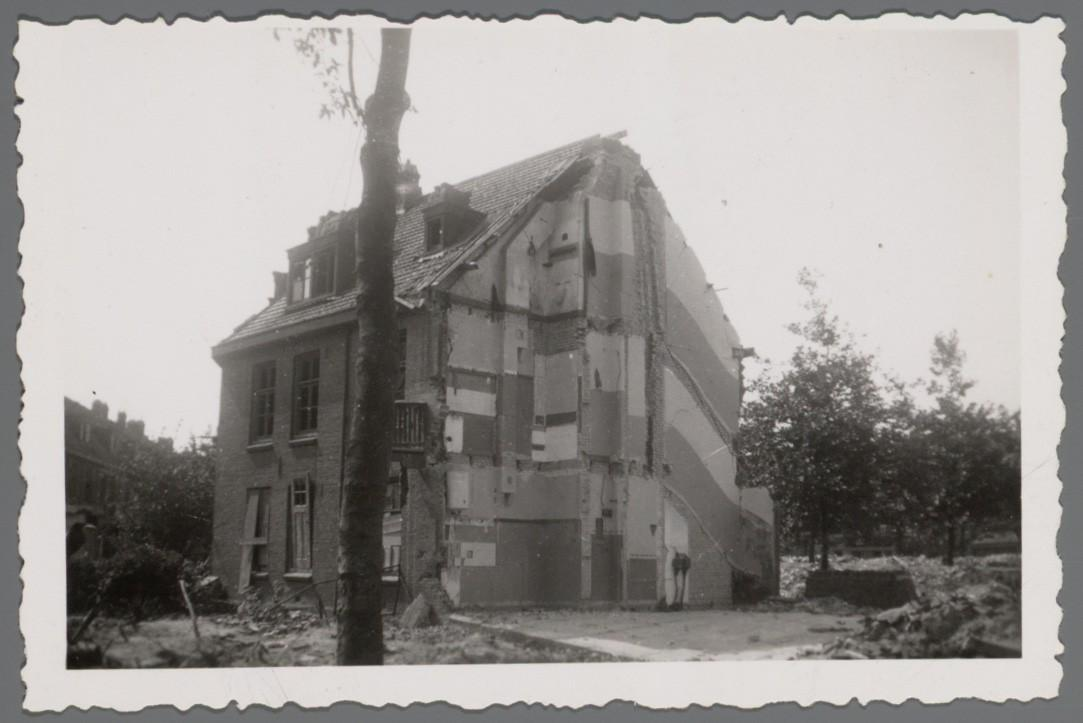
Hoek Heimansweg/Jac.P. Thijsseplein na het bombardement van 1943

Jan Ernst van der Pek is hier ook de belangrijkste architect. De westelijke gevelwand en die in het zuidoosten zijn door hem ontworpen en rond 1926 afgebouwd. De noordoostelijke gevelwand werd ontworpen door Jacoba Mulder, maar dan een aantal jaren later in 1929. Zij ontwierp voor hier een aantal bejaardenwoningen (één bouwlaag met zoldertje). Er zijn met het goede oog echter nog twee afwijkende blokjes te vinden. Tijdens de geallieerde bombardementen op Amsterdam-Noord is een deel van de huizen op het plein verwoest. Gerrit Jan Rutgers ontwierp de huizen die op de plek kwamen van de door oorlogsschade vernielde woningen Jac. P. Thijsseplein 29-31 en 30-32/Heimansweg 21; het is dan 1947. Rutgers, voornamelijk bekend vanwege de stijl Amsterdamse Schoolstijl moest hier zijn stijl aanpassen aan de omgeving.

## Speelplaats
In 1950 arriveerde hier wederom werk van een gerenommeerd architect. Er werd binnen de beplanting ruimte geschapen voor een speelplaats; het werd een en al steen. Die speelplaatsen in Amsterdam in die jaren werden steevast ingericht binnen een samenwerking van Jacoba Mulder en Aldo van Eyck. Van Van Eyck werden twee tunnels (een grote en kleine), een zandbak, enkele duikelrekken (drie hoogten 1,15, 1,00 en 0,85 m) als ook een tourniquet (draaimolentje) geplaatst. De vierkante zandbak kreeg de gebruikelijke vorm mee, een omhoog staande betonnen rand met verlaagde instap omsloot de werkelijke zandbak, waarin een betontafel (voor zandvormpjes) en kleine tunnel was geplaatst. Mulder en Van Eyck richtten samen meer dan 750 speelplaatsen in maar in de loop der jaren verdwenen ze weer al naargelang het kinderaanbod. Zo gebeurde ook op het Jac. P. Thijsseplein. In 2021 staat de grote tunnel er nog, de rest is verdwenen. Het plein werd ingericht als groenstrook met onder andere een rosarium. In 2021 moest het plein wederom vernieuwd worden. Bomen die bij de aanleg geplant waren werden aangevuld met verdere groenvoorzieningen, zodat het verkoeling kan brengen als ook meer hemelwater kan vasthouden.

Galerij
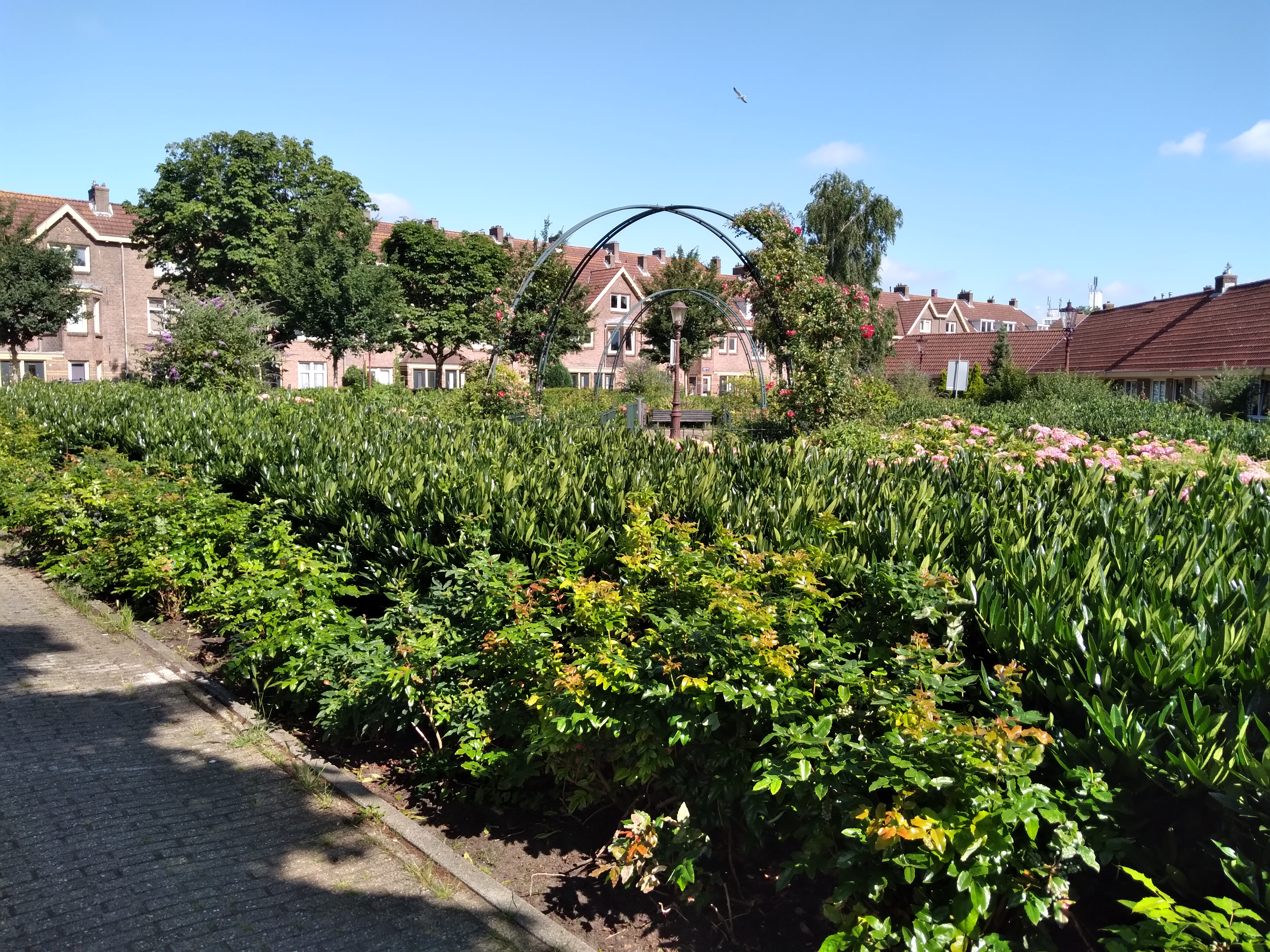
Groengebied plein (juli 2021)
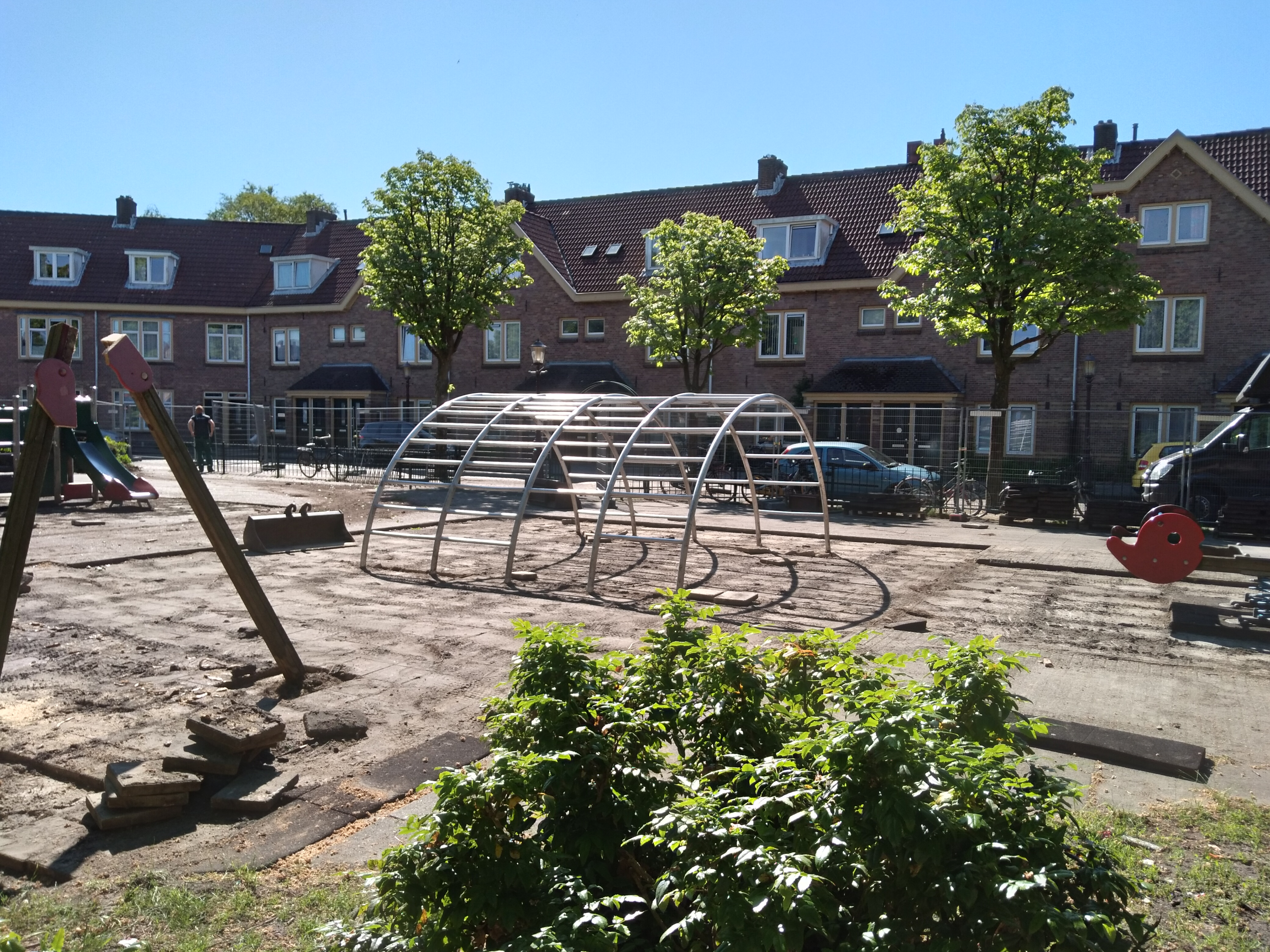
Tunnel van Van Eyck (juni 2021)
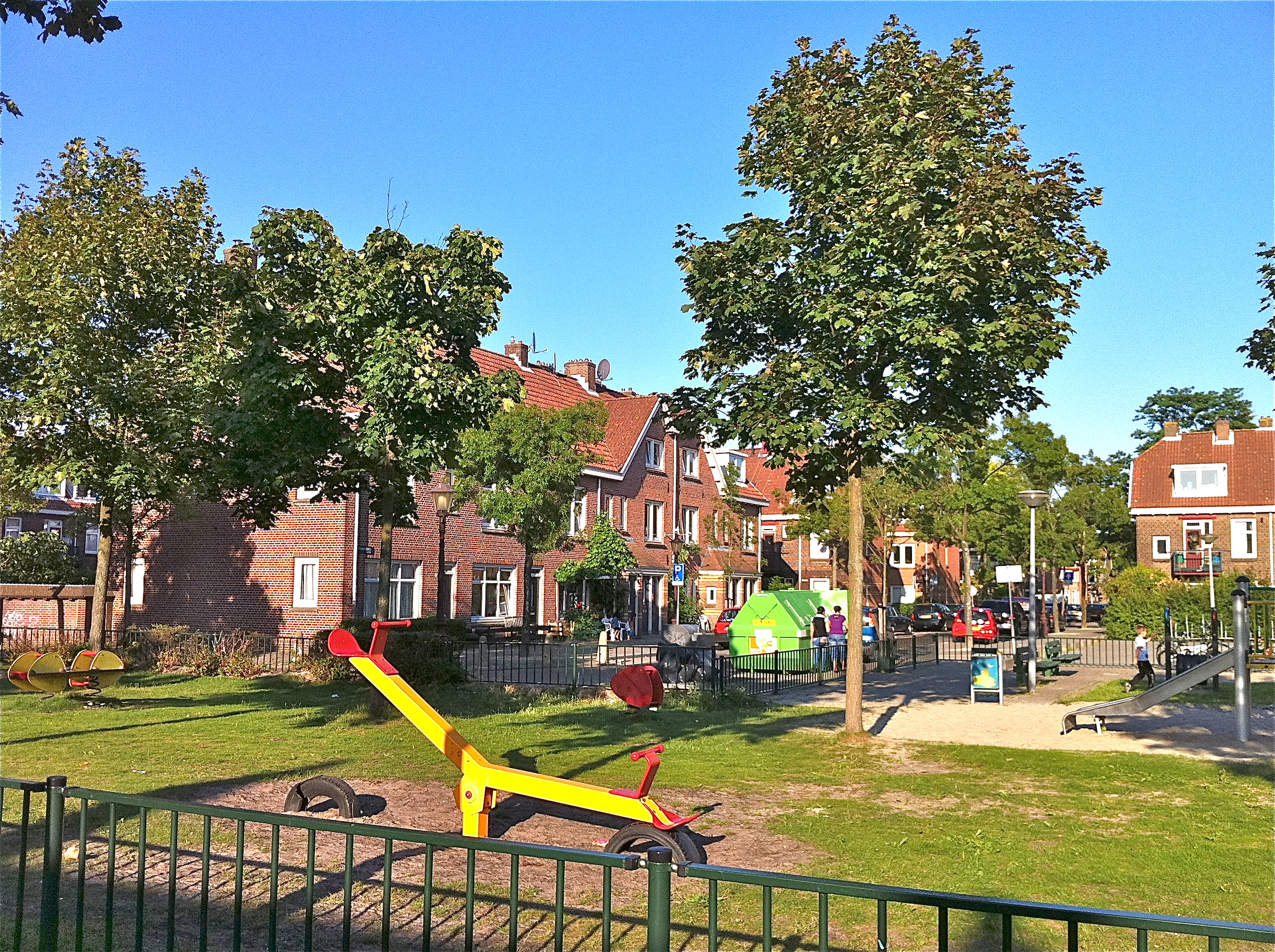
Speeltuin (2011)
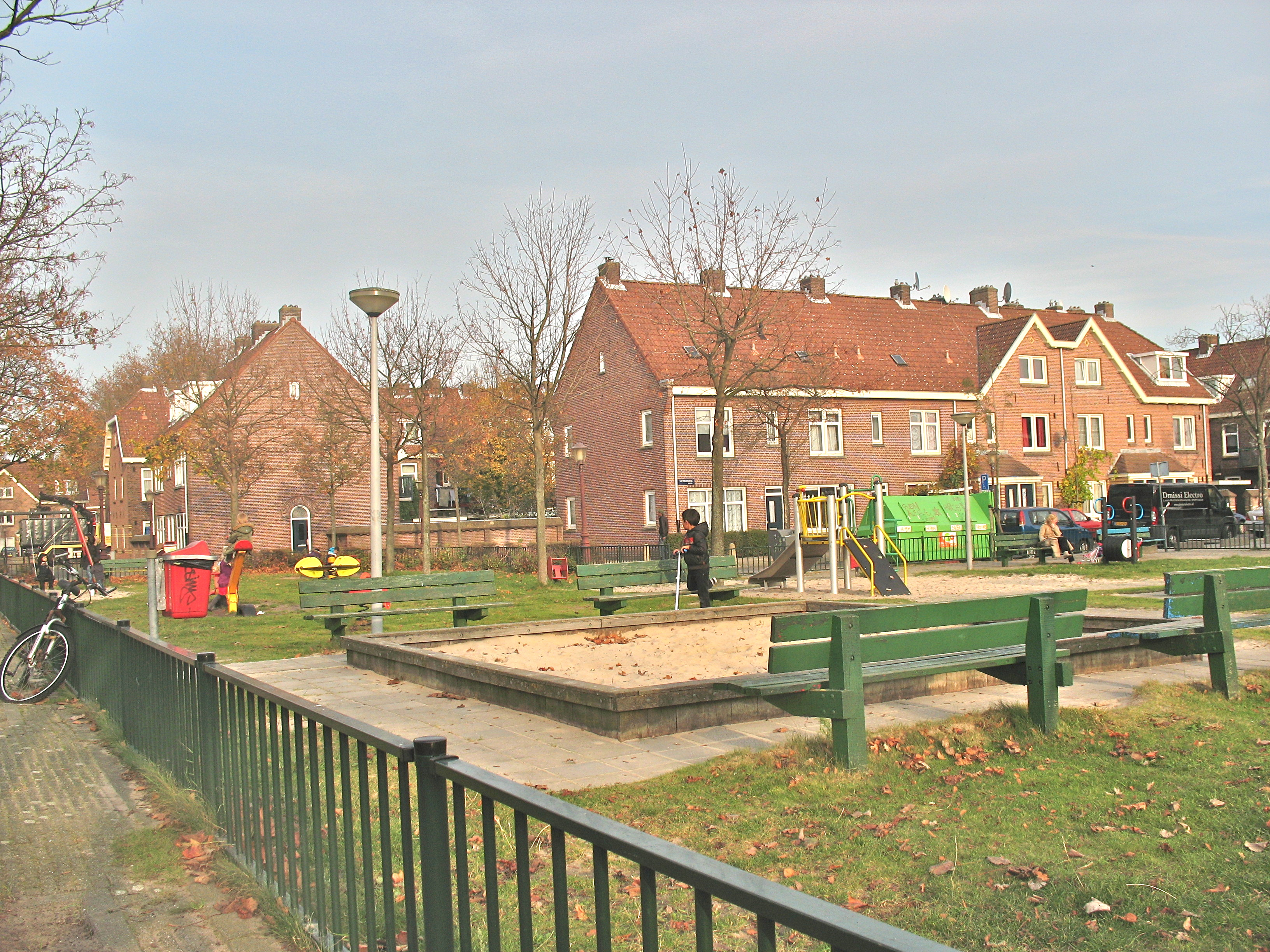
Speeltuin met zandbak (2011)
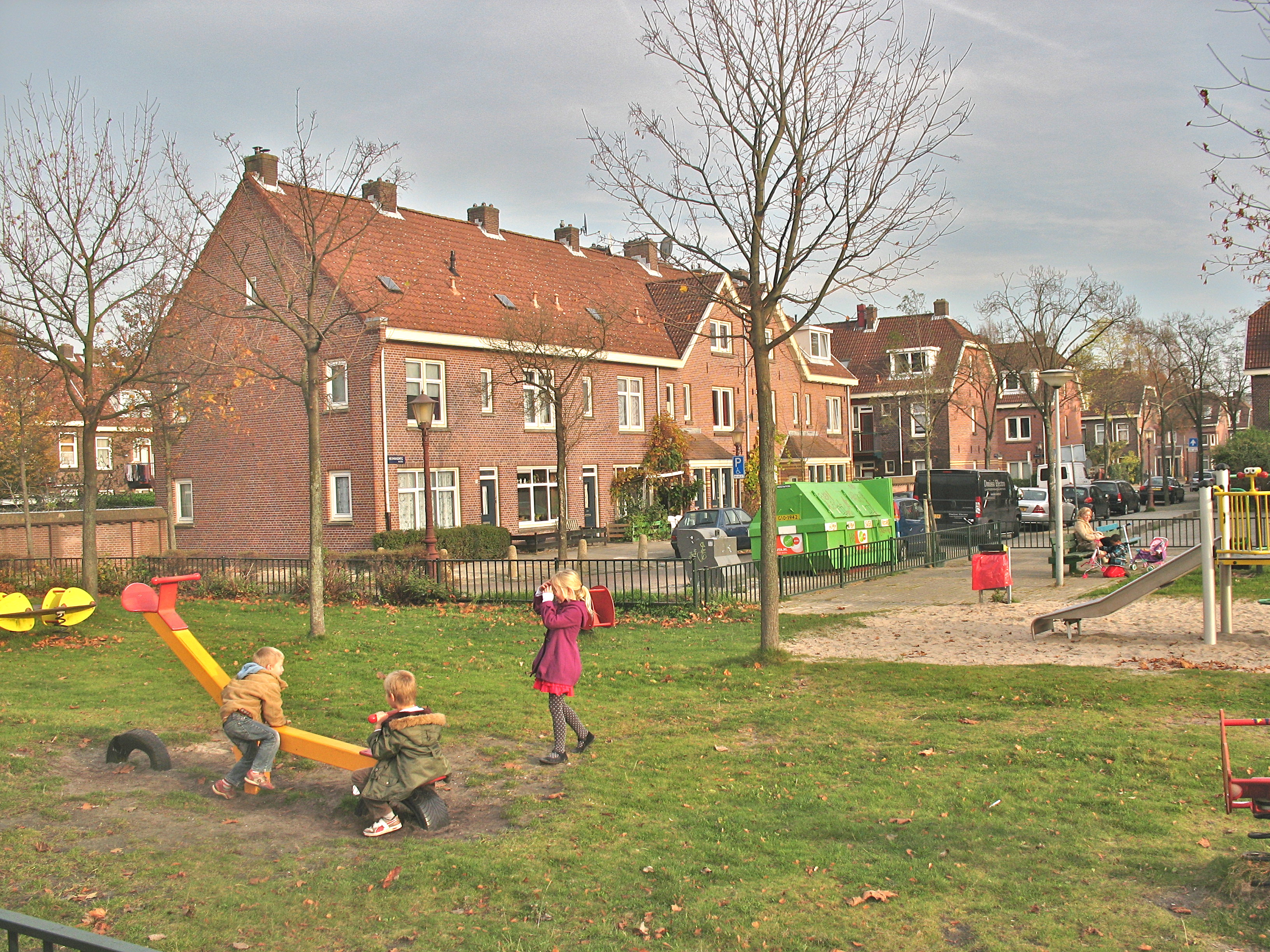
Speeltuin (2011)
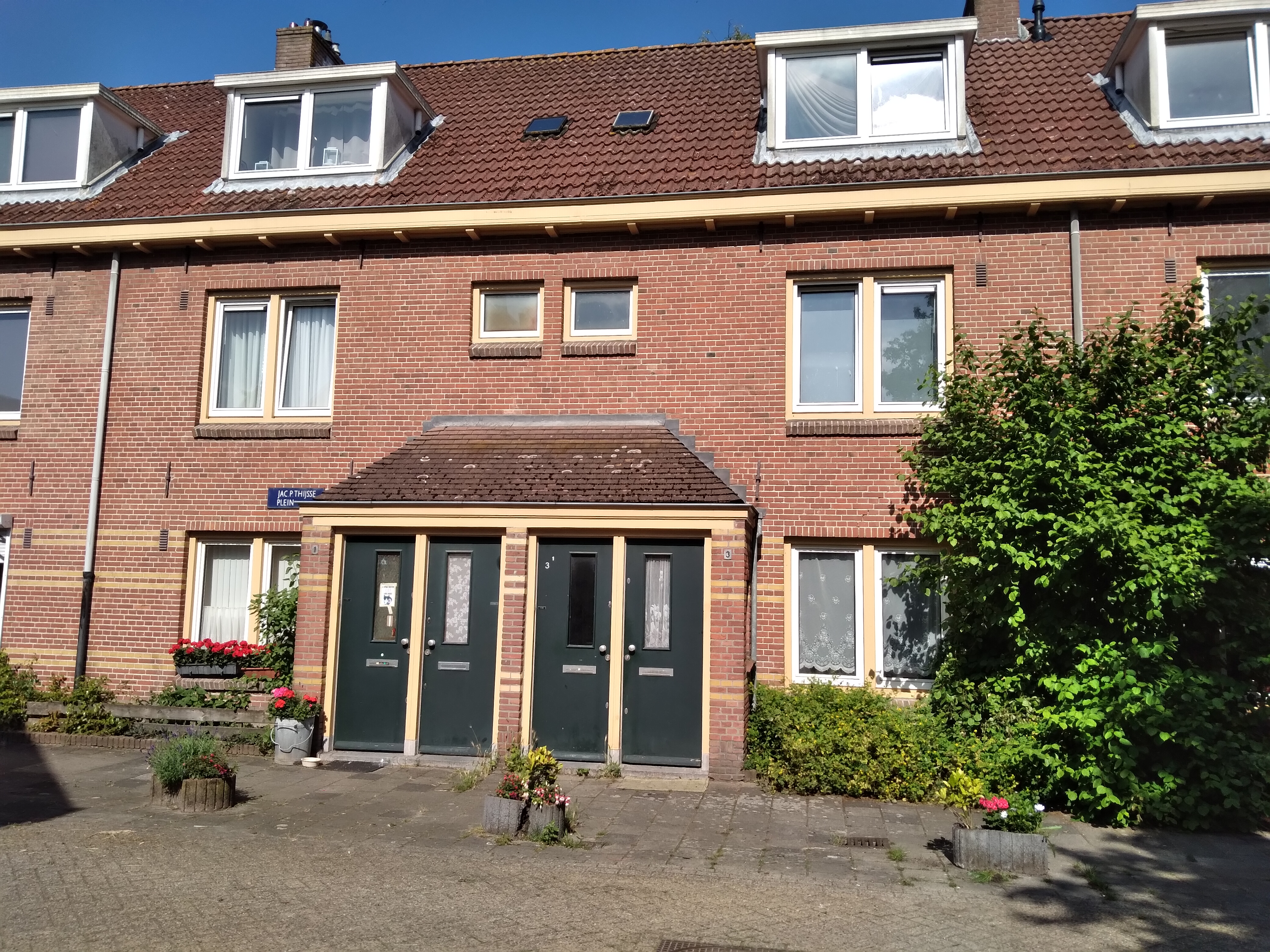
Woningen
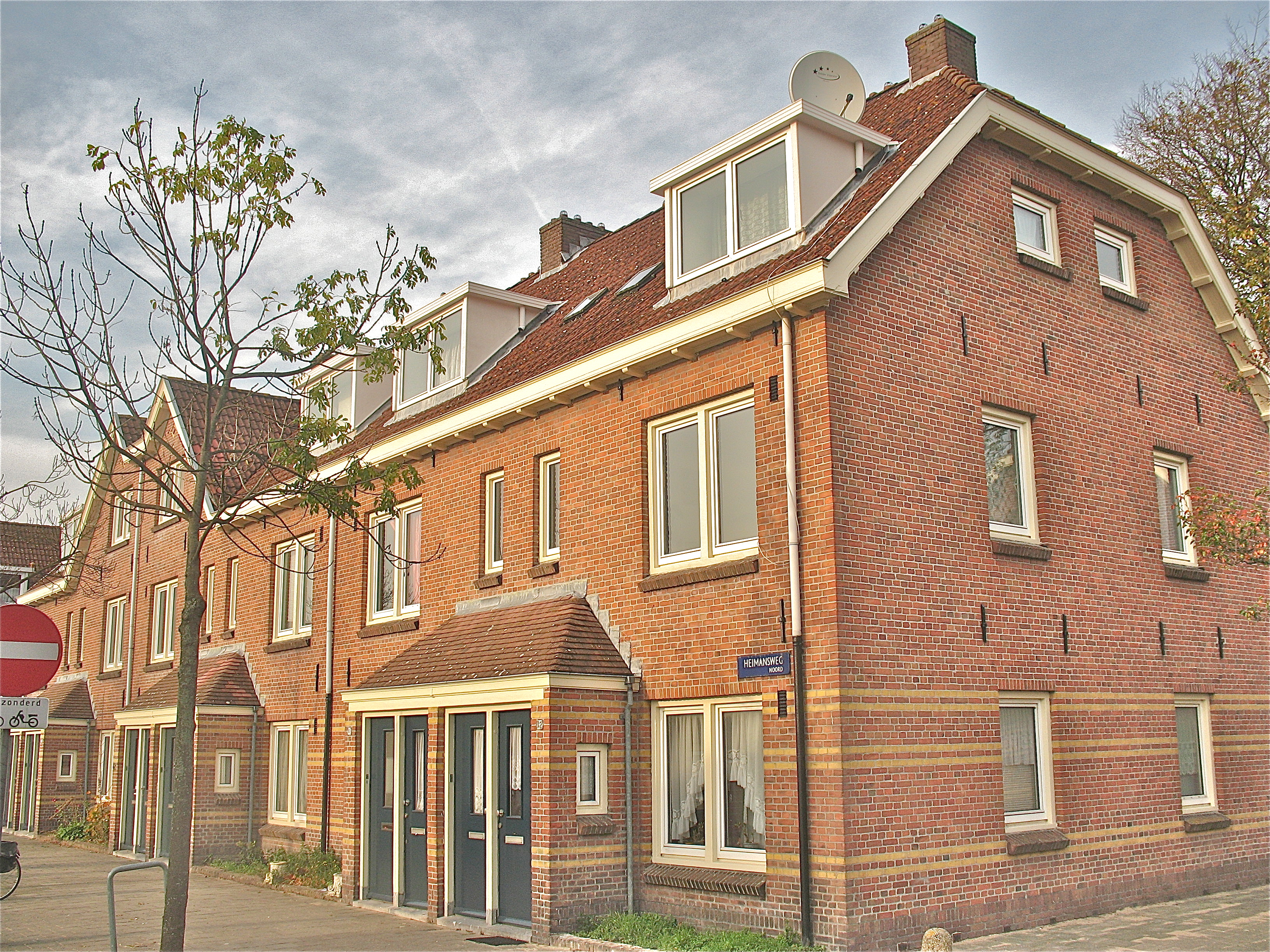
Woningen
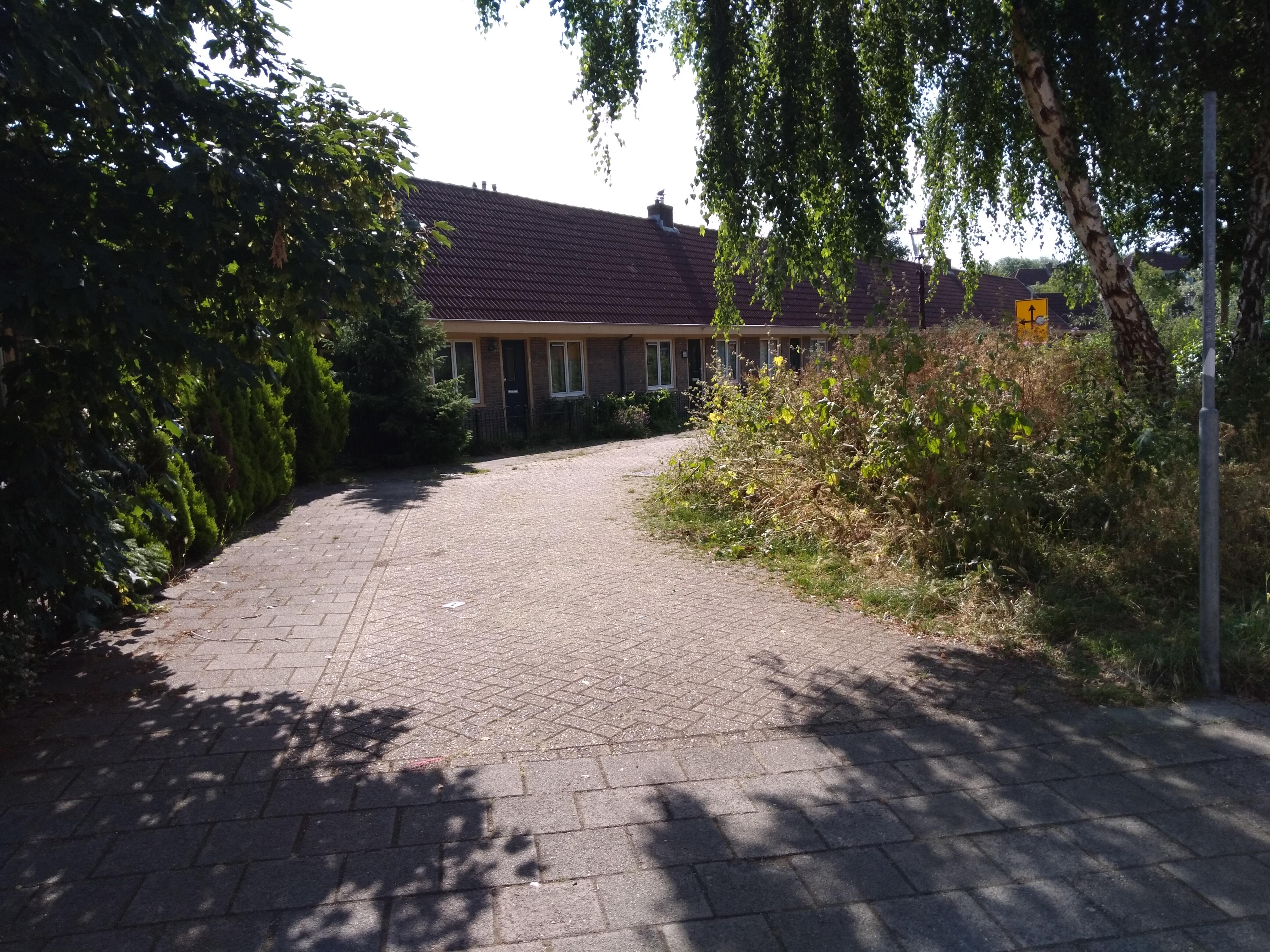
Begroeiing langs weg
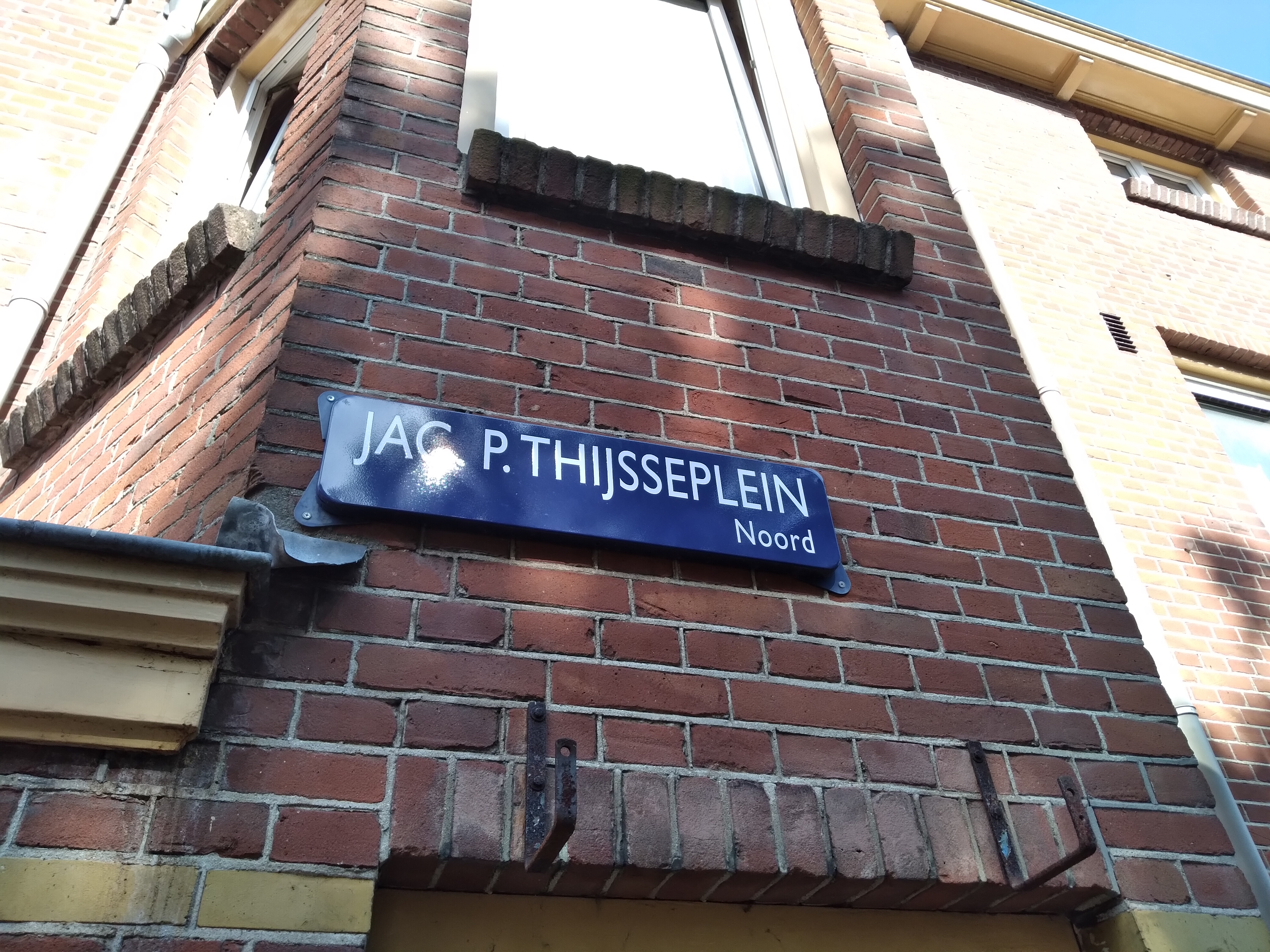
Naambord
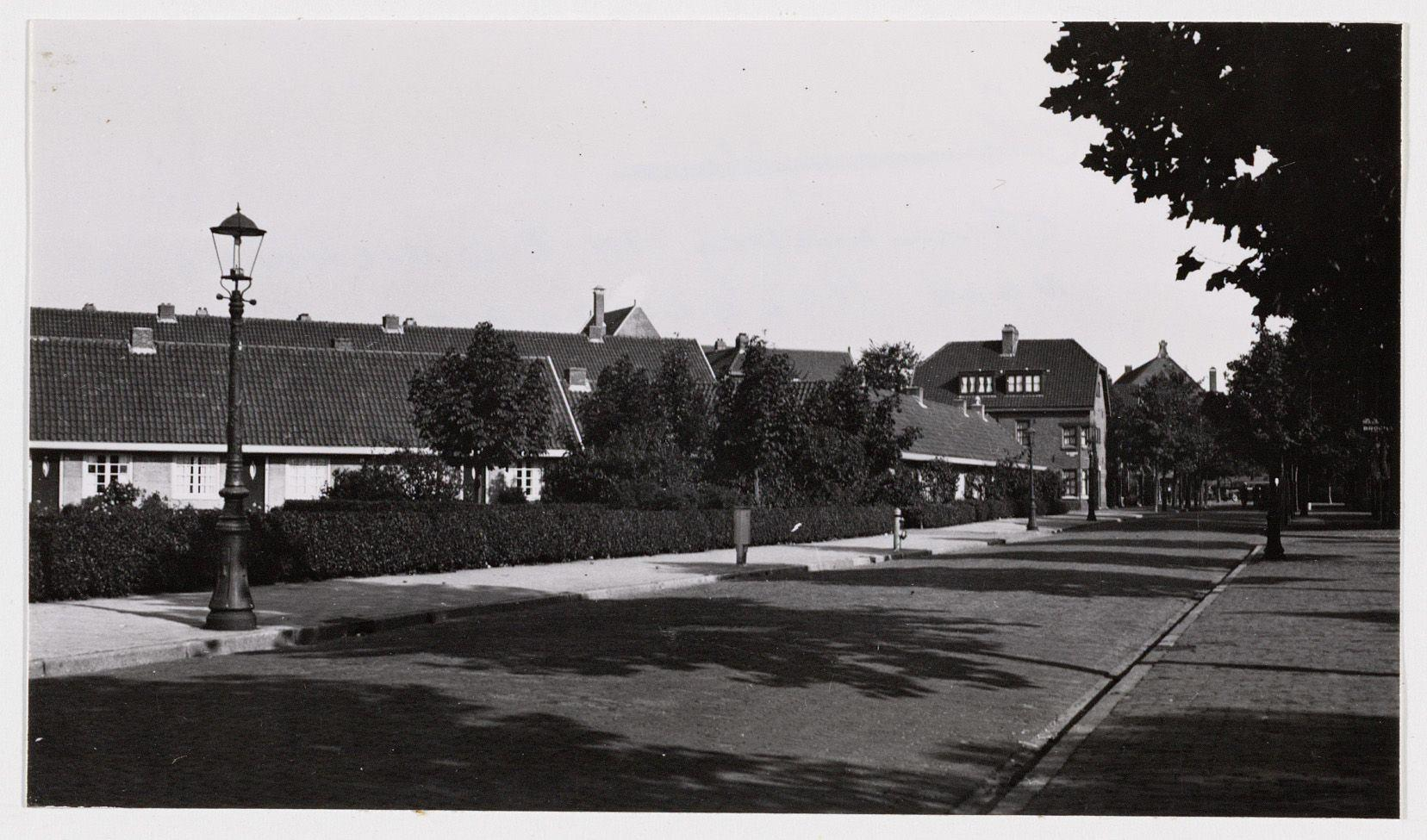
Heimansweg, gezien in zuidoostelijke richting (juni 1936)
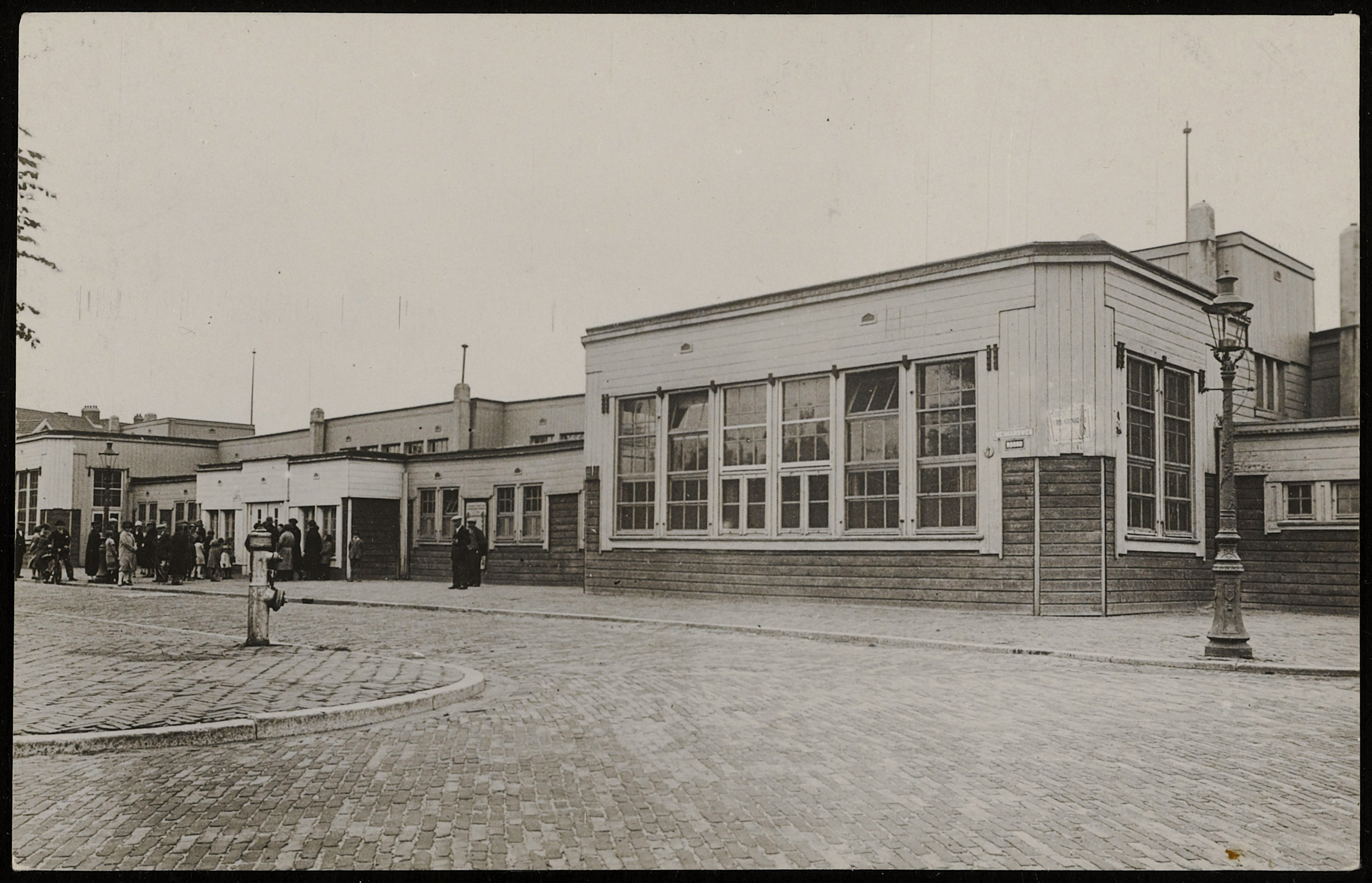
Heimansweg (1938)